# FC Helsingør
Maillots
Dernière mise à jour : 25 février 2025.
Le FC Helsingør est un club de football danois fondé en 2005 et basé à Elseneur.

## Histoire
Le club est formé le 1er août 2005 lorsque les cinq clubs de football d'Elseneur (Helsingør IF, Helsingør FC, Frem Hellebæk IF, Vapnagaard FK72 et Snekkersten IF) fusionnent pour donner naissance au Elite 3000 Fodbold, nom en vigueur jusqu'en 2012 où il devient FC Helsingør.
Lors de la saison 2016-2017, le club termine troisième de la deuxième division danoise et se qualifie pour les barrages de promotion en première division lors desquels il parvient à défaire le Viborg FF pour accéder à l'élite du football danois pour la première fois de son histoire, douze ans après sa fondation. Il est cependant relégué dès la saison suivante.
Le FC Helsingør est relégué en 2. division, la troisième division danoise, à l'issue de la saison 2023-2024. La descente est officielle après une défaite face au Hillerød Fodbold (en), le 10 mai 2023 (3-2 score final).